# Чартерний інститут маркетингу
Чартерний інститут маркетингу (CIM) був заснований в 1911 році. Він налічує понад 30 000 членів, у тому числі понад 3 000 зареєстрованих дипломованих маркетологів.  CIM пропонує 130 навчальних центрів у 36 країнах та центри екзаменів у 132 країнах. 
У 1952 році принц Філіп, герцог Единбурзький, став покровителем Інституту , замінивши на цій посаді короля Георга VI, який був призначений у 1937 році першим королівським патроном CIM. У 2019 році Чарльз, принц Уельський, став новим покровителем CIM. 
Перший Кодекс практики був введений у 1973 році , а в 1989 році Інститут був нагороджений Королівською хартією . 
CIM пропонує навчальні курси  та професійні кваліфікації  від початку до аспірантури або магістра ( Рівень 7 EQF ). У 1992 році Європейський Союз оголосив флагманську кваліфікацію CIM як «бажану професійну кваліфікацію з маркетингу в країнах-членах». 

## Членство
Два типи членства, які пропонує CIM, складаються з наступних ступенів: 
Вступне членство :
- Партнерське навчання
- Партнерський професіонал

Градуйоване членство :
- Асоційований – позначається буквами ACIM
- Член – позначається буквами MCIM
- Партнер – позначається буквами FCIM

Чартерний статус
Статус дипломованого маркетолога надається кандидатам, які задовольняють набір критеріїв, які включають кваліфікацію, підтверджений досвід і прихильність до постійного професійного розвитку (CPD) . 
Щоб зберегти статус дипломованого професіонала, усі зареєстровані дипломовані маркетологи повинні подавати свої щорічні записи CPD, які потім Інститут перевіряє, щоб перевірити їх відповідність та заповнення.  У кандидатів, які не пройшли аудит, статус дипломованого маркетолога анулюється. 